# Route départementale 12 (Haute-Garonne)
Pour les articles homonymes, voir Route départementale 12.
La route départementale 12, ou RD 12, est une route départementale de la Haute-Garonne reliant Pujaudran (dans le Gers) à Saint-Quirc (en Ariège).

## Descriptif
La D12 traverse le département en reliant la N124 à Pujaudran et l'A64 à Muret, puis en étant parallèle à la D820 après Muret.

## Tracé

### Court prolongement dans le Gers (D121)
- Échangeur entre N124, D572 et D121 à Pujaudran
- Lias

### Parcours
- Bonrepos-sur-Aussonnelle
- Saint-Lys (croisement avec la D632)
- Seysses
- Échangeur entre A64, D817 et D12
- Muret
- Eaunes
- Lagardelle-sur-Lèze
- Miremont
- Puydaniel
- Mauressac
- Grazac
- Caujac
- Route départementale 27 (Ariège)